# Locked Down (album)
Locked Down est un album de blues de Dr. John sorti en 2012.

## Liste des titres
| No  | Titre                  | Durée |
| --- | ---------------------- | ----- |
| 1.  | Locked Down            | 4:59  |
| 2.  | Revolution             | 3:26  |
| 3.  | Big Shot               | 3:49  |
| 4.  | Ice Age                | 4:24  |
| 5.  | Getaway                | 4:36  |
| 6.  | Kingdom Of Izzness     | 3:37  |
| 7.  | You Lie                | 4:45  |
| 8.  | Eleggua                | 2:53  |
| 9.  | My Children, My Angels | 5:07  |
| 10. | God's Sure Good        | 4:57  |

## Récompenses
L'album remporte un Grammy Award du meilleur album de blues,.